# Leonid Kostjantynovyč Kadenjuk
Leonid Kostjantynovyč Kadenjuk (Леонід Костянтинович Каденюк; Kliškivci, 28 gennaio 1951 – Kiev, 31 gennaio 2018) è stato un cosmonauta ucraino.
Partecipò alla missione STS-87 dello Space Shuttle.
Fu il primo ucraino ad andare nello spazio.